# Ottó Boros
Ottó Boros (ur. 5 sierpnia 1929 w Békéscsabie, zm. 18 grudnia 1988 w Szolnoku) – węgierski piłkarz wodny, bramkarz. Trzykrotny medalista olimpijski.
Na igrzyskach startował trzy razy (1956-1964) i za każdym razem z drużyną waterpolistów sięgał po medale, w tym dwa złote. Trzykrotnie był mistrzem Europy (1954, 1958 i 1962). Był mistrzem Węgier, w reprezentacji rozegrał 101 spotkań.